# Acide uronique
Les acides uroniques sont des composés chimiques obtenus par oxydation du dernier carbone des oses simples (ose acide). Ils entrent dans la composition des glycosaminoglycanes, constituants essentiels des matrices extracellulaires.
Par exemple :
- l'oxydation du carbone 6 de glucose produit l'acide glucuronique, ou glucuronate ;
- l'oxydation du carbone 6 de l'idose produit l'acide iduronique, ou iduronate ;
- l'oxydation du carbone 6 du galactose produit l'acide galacturonique ;
- etc.

Les acides uroniques peuvent se complexer avec des molécules toxiques pour l'organisme et permettre leur élimination ; cette association forme des urono-conjugués. Cette réaction se déroule notamment dans le foie et s'appelle la glucuronoconjugaison.

Glucose (forme β-D), avant oxydation.
Acide glucuronique (forme β-D).
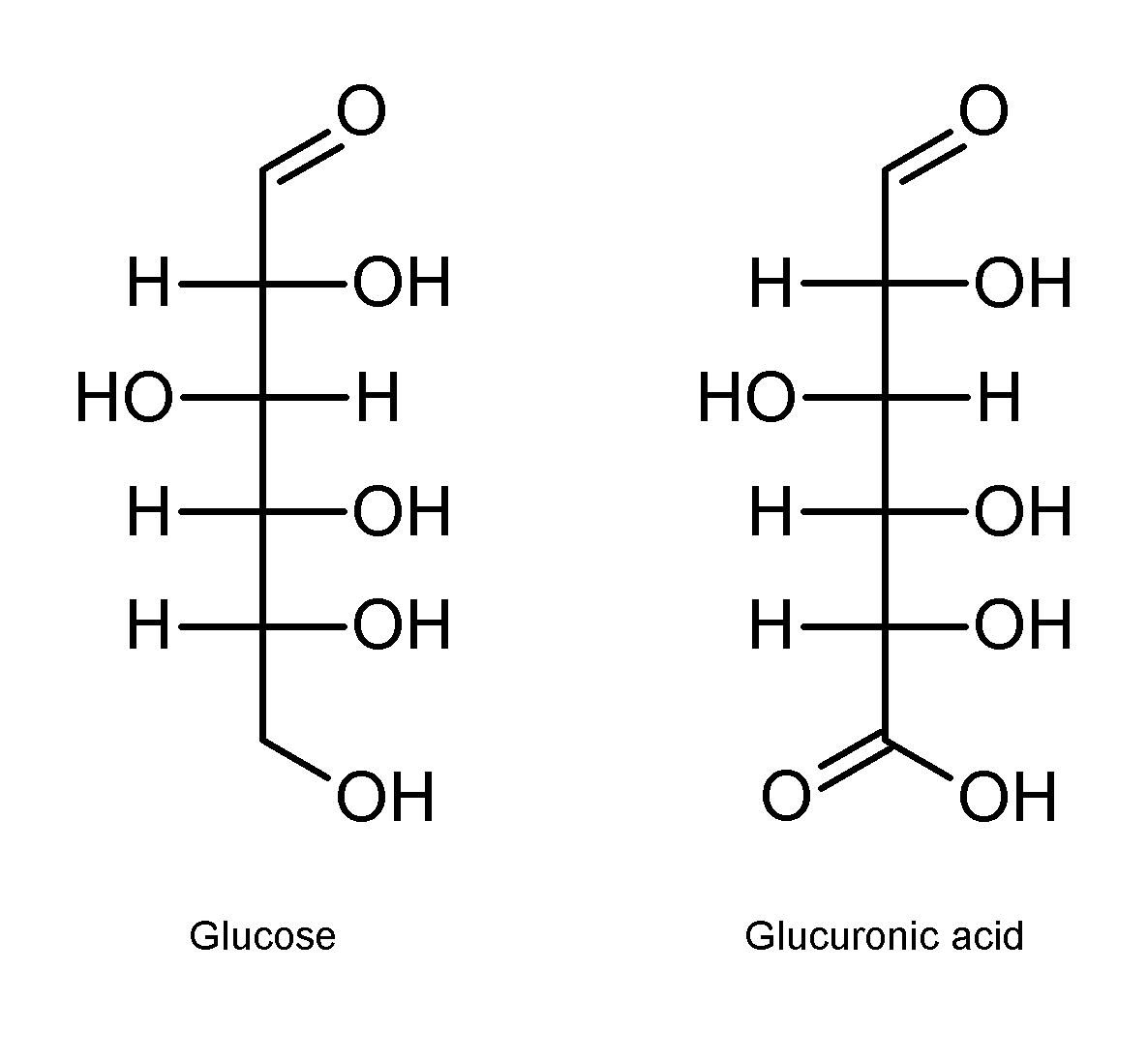
Projections de Fischer du glucose et de l'acide glucuronique.